# Подводные лодки типа А (Япония)
Подводные лодки типа A (甲標的甲型 Kō-hyōteki kō-gata, Цель 'A', Тип 'A') — тип японских сверхмалых субмарин (Ko-hyoteki), применявшийся во время Второй мировой войны. Лодки не имели собственных названий, обладая лишь номерами. Для простоты их именовали по номеру лодки-носителя. Так, например, сверхмалые субмарины, которые перевозила лодка-носитель I-16, известны как «лодки I-16» или «I-16tou.» Буквенное обозначение «HA» стало известно только из документов, которые были у команды.
Дальнейшим развитием этого проекта мини-субмарин стали проекты: Тип B (甲標的乙型 Kō-hyōteki otsu-gata), Тип C (甲標的丙型 Kō-hyōteki hei-gata) и Тип D (甲標的丁型 Kō-hyōteki tei-gata?), последняя более известна под названием Kōryū (蛟竜).

## История создания
В 1936 году вступили в строй две следующие экспериментальные лодки: «Ко-хётеки № 1, 2» (На-1, На-2), построенные верфью ВМФ в Курэ. Они представляли собой усовершенствованный вариант лодки типа 'А-хётэки'.
Их габариты (23,9 х 1,85 х 3,1 м), водоизмещение (46/ 50 т), мощность двигателя (600 л. с.), скорость полного хода (23/19 узлов), вооружение (два носовых аппарата калибра 457-мм), экипаж (2 человека) остались почти такими же, как у прототипов.
Главные новшества заключались в следующем:
а) была установлена округлая рубка с входным люком, что улучшило мореходные качества;
б) использование герметичных торпедных аппаратов довело глубину погружения до 90 м;
в) была немного увеличена ёмкость аккумуляторных батарей, что обеспечило два режима подводного хода: 19 миль полным ходом, либо 80 миль на 2,5 узла за 32 часа;
г) появилось ограждение носовой части, винтов и рулей, позволившее преодолевать сетевые заграждения; корпус стал длиннее почти на 2 м.
Субмарины типа «А» обладали минимальным запасом плавучести, благодаря чему время полного погружения занимало всего лишь несколько секунд.
С 1938 года верфь «Урадзаки» в Курэ начала — в условиях строжайшей секретности — серийное производство лодок типа «А». К весне 1942 года были построены 58 боевых единиц данной серии (На-3-44, На-46-61).

## Боевое применение

### АтакаПерл-Харбора
Пять лодок данного типа использовались в атаке на Перл-Харбор, двум из них удалось пробраться в гавань. HA-19 была захвачена после того, как выбросилась на пляж на востоке острова Оаху. Во время войны HA-19 перевозили по территории США для стимулирования продажи облигаций военного займа. Сейчас HA-19 находится в экспозиции Национального музея войны на Тихом океане во Фридериксбурге, Техас.
Вторая лодка была обнаружена военными водолазами США на востоке Перл-Харбора, в лагуне Кехи, 13 июня 1960. Лодка была повреждена глубинными бомбами и была покинута экипажем до открытия огня. Лодка была поднята и передана Императорской Военно-морской Академии 15 марта 1962.
СМПЛ, атакованная эсминцем Ward (DD-139) в 06:37 7 декабря 1941 года, была обнаружена 28 августа 2002 года на глубине 400 метров в пяти милях от Перл-Харбора научной субмариной университета Гавайев.
Четвёртая лодка смогла обстрелять авианосец Curtiss (AV-4) и эсминец Monaghan (DD-354). Обе торпеды не попали в цель. Эту лодку потопил Monaghan в 08:43 7 декабря.
В 2009 году команда исследователей с PBS Nova подтвердила нахождение останков пятой лодки у входа в Перл-Харбор.

### Атака Сиднея
29 мая 1942 пять больших японских субмарин приблизились к побережью Австралии. 30 мая был запущен самолет-разведчик. На следующий день лодки приблизились к Сиднею на 11 км и выпустили три СМПЛ. Одна из лодок запуталась в противолодочной сети и была уничтожена экипажем до открытия огня кораблями охранения. Вторая лодка вышла к острову Грин-Айленд, где был атакована тяжелым крейсером Чикаго. Лодка выпустила свои торпеды. Одна прошла мимо крейсера и выскочила на берег. Вторая прошла под голландской субмариной, попала в пирс и взорвалась, унеся жизни 21 матроса. Лодка смогла выбраться из гавани, но назад не вернулась. Останки лодки были найдены в 30 км севернее гавани в ноябре 2006. Третья лодка была замечена на входе в гавань, была атакована глубинными бомбами и вынуждена была отступить. Через четыре часа она вернулась, но была потоплена глубинными бомбами с кораблей охранения.

### Атака Мадагаскара
29 мая 1942 три японские лодки I-10, I-16 и I-20 подошли к Мадагаскару. В гавани Диего-Суарез был замечен линкор «Рамиллиес». I-16 и I-20 запустили две СМПЛ, которые пробрались в гавань и под обстрелом глубинными бомбами с двух корветов смогли выпустить две торпеды. Одна тяжело повредила линкор, вторая потопила танкер. Одна из лодок выбросилась на берег, и экипаж погиб через несколько дней в перестрелке с королевскими морпехами. Вторая лодка ушла в море, где и погибла. Тела экипажа были найдены на следующий день на побережье.

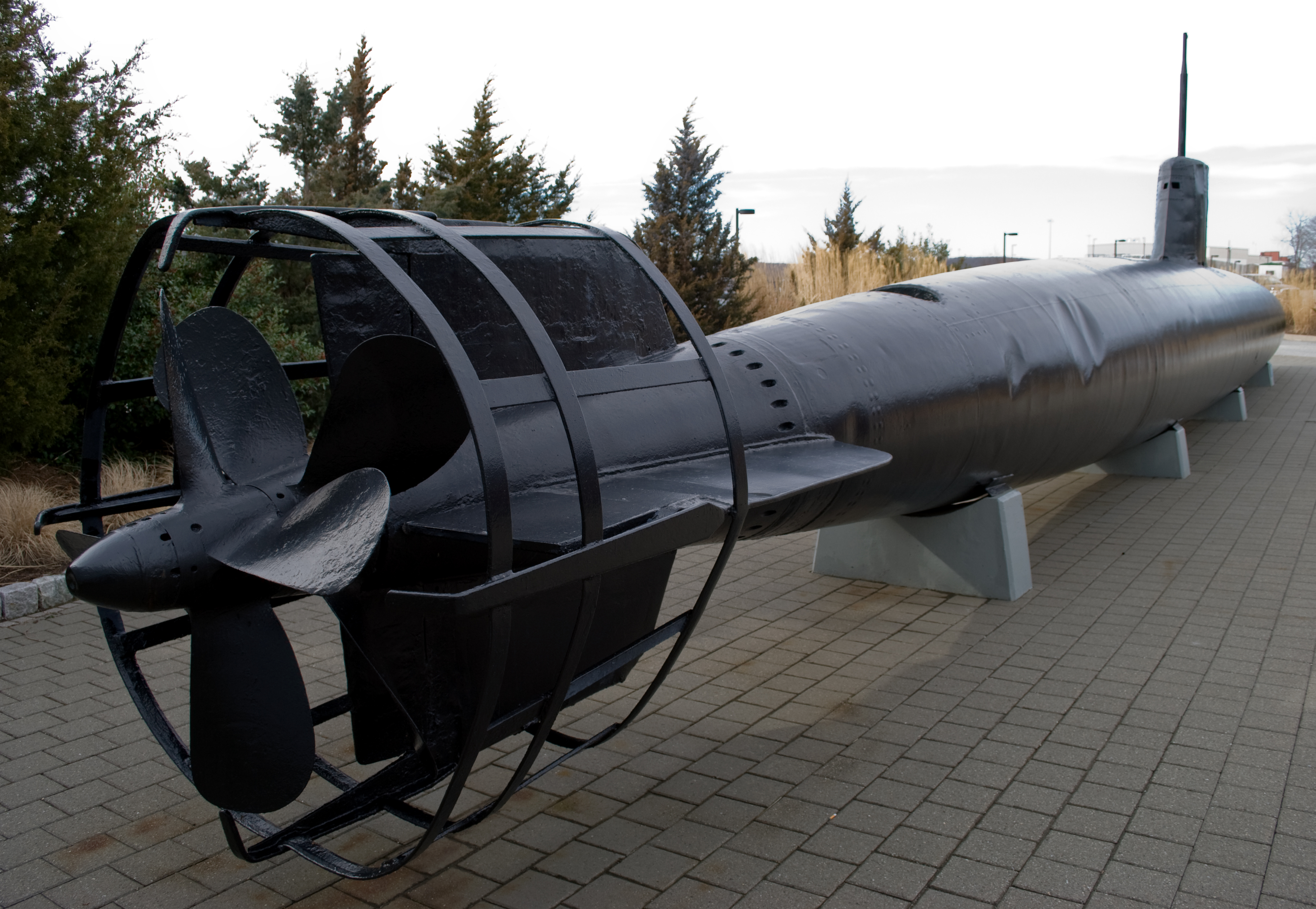
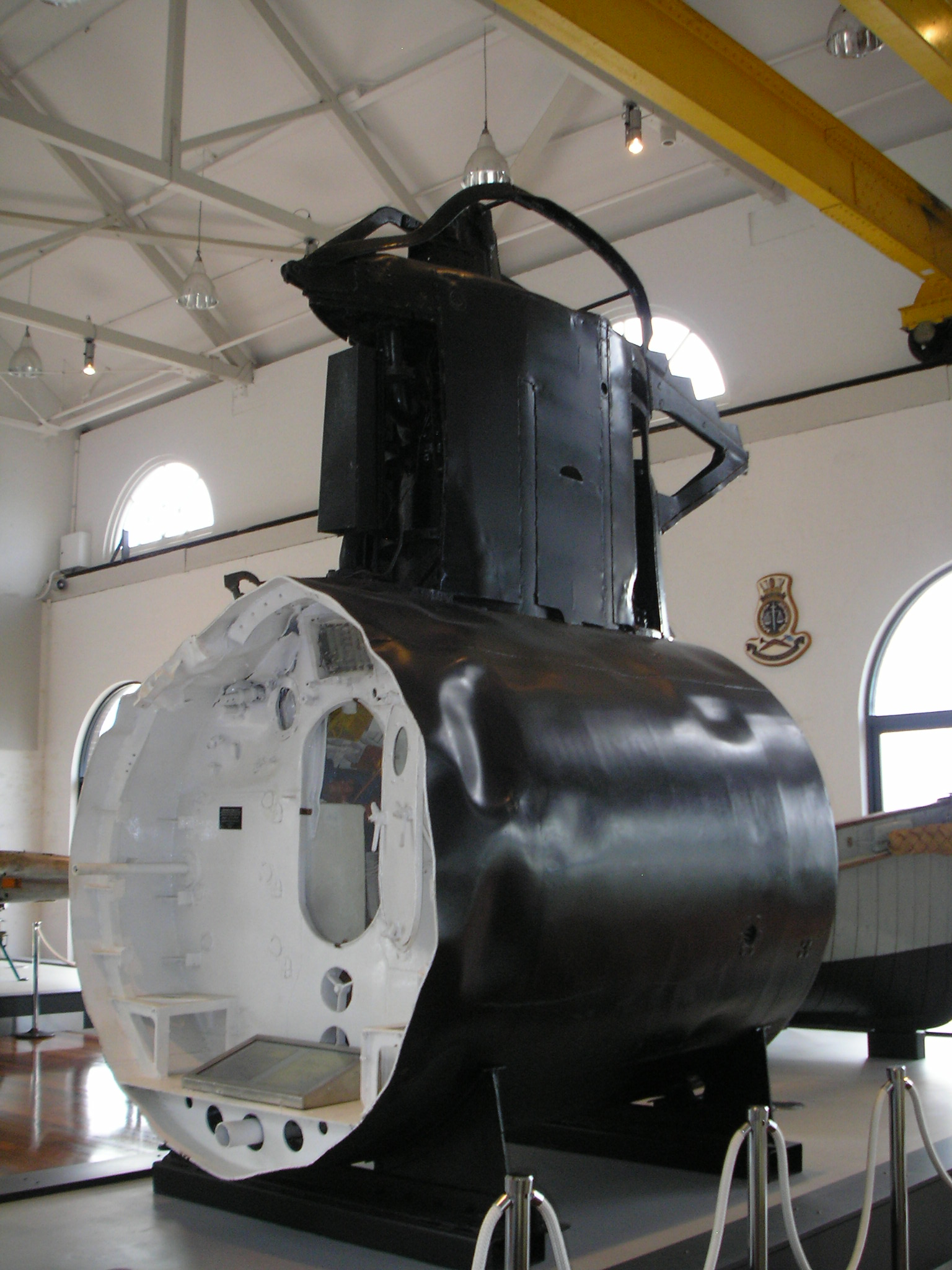
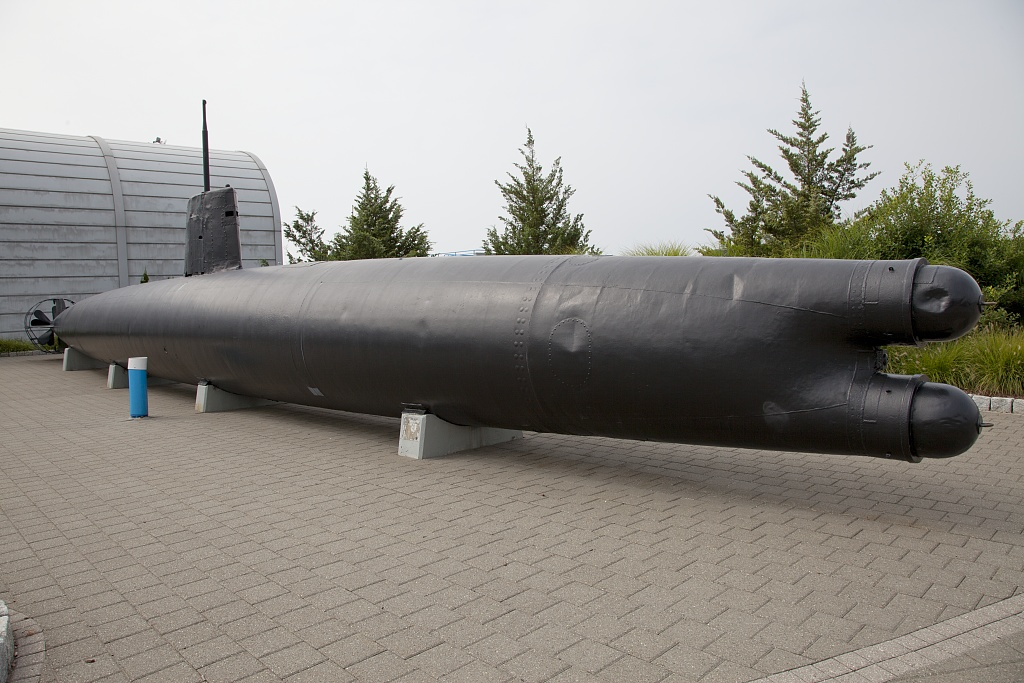